# Zombrus flaviceps
Zombrus flaviceps är en stekelart som beskrevs av Cameron 1912. Zombrus flaviceps ingår i släktet Zombrus och familjen bracksteklar. Inga underarter finns listade i Catalogue of Life.